# Boonea cincta
Boonea cincta är en snäckart som först beskrevs av Carpenter 1864.  Boonea cincta ingår i släktet Boonea och familjen Pyramidellidae. Inga underarter finns listade i Catalogue of Life.